# Frontenac (cépage)

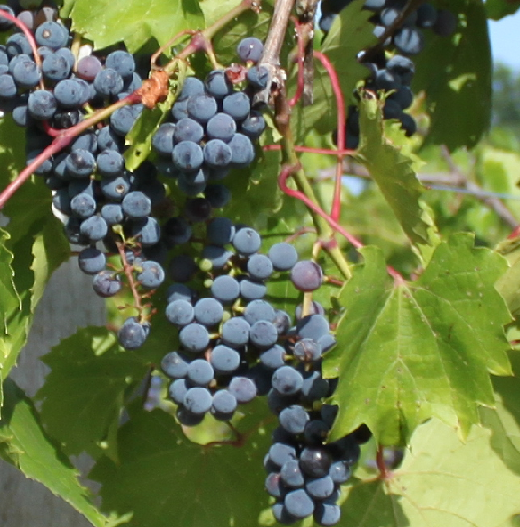
Grappes de frontenac.

Le frontenac N est un cépage noir hybride. C'est un cultivar de vigne créé par l'université du Minnesota en 1996 à partir du cépage vitis riparia 89 et du cépage hybride français landot 4511 (landot noir). Il est reconnu pour sa résistance au froid et peut survivre à des températures allant jusqu'à -36 °C . Il existe aussi un frontenac gris (utilisé depuis 2003) et un frontenac blanc (dont la création est prévue pour 2012).

## Types de vin
Le frontenac permet la création de vins rouges ou rosés, ainsi que de vins fortifiés ou de vins de dessert. Ils ont des arômes de cerises, petits fruits et prunes.

## Régions
Le frontenac est particulièrement utilisé dans les régions où les températures peuvent descendre considérablement en hiver, comme le Québec, et, aux États-Unis, la Nouvelle-Angleterre, le Vermont et le Midwest,,.